# 马其顿正教会
马其顿正教会 （拉丁轉寫：Makedonska Pravoslavna Crkva）是北马其顿共和國東正教的主体机构。其最高领导者为奥赫里德和马其顿总主教。该教管辖着北马其顿共和国東正教基督徒和马其顿人在世界各地（美国、加拿大、欧洲、澳大利亚和新西兰）的社区团体。
第一次世界大战后，北马其顿受塞尔维亚政府统治。当时塞尔维亚政府在整个北马其顿采取了很强势的同化政策，比如强迫学校和教堂学习塞尔维亚语言。这种形势在第二次世界大战后得以改变。1945年，北马其顿地区从塞尔维亚分开，成为南斯拉夫的一个加盟共和国，得到他们自己的自治权和学习本国语言文化的权利。在接下来的15年里面，这种状况在北马其顿教会里面得以维持不变。 
1959年，塞尔维亚正教会牧首允许北马其顿在禮儀上拥有自己的神父和使用斯拉夫马其顿语。然而，北马其顿圣品必须要在塞尔维亚教堂里面进行礼仪，还是受到塞尔维亚教会非常强大的影响。因此，北马其顿教徒们并不满足于这局限性很大的自由。经过多年的斗争，在1967年他们终于从塞尔维亚正教会彻底脱离出来，宣布独立，拥有自己独立的正教会圣统。2022年，神圣会议宣佈承認马其顿正教会。
如今马其顿正教会的最高领导者是奥赫里德和马其顿总主教司提反（Stefan）。